# Західна Русь
Західна Русь — термін, що виник в  історіографічній та політичній думці  Російської імперії, під яким розуміли терени тодішніх  Вітебської,  Віленської,  Мінської,  Гродненської та  Могильовської губерній, іноді сюди включали і  Смоленську губернію. Часто використовується і в ширшому сенсі, щодо всієї території Русі, яка знаходилася під владою Польсько-Литовської монархії, на відміну від Московської Русі. У цьому значенні він, як правило, включає  Південно-Західну Русь, однак ніколи не включає Північно-Західну Русь (Новгородську та Псковську землі), вбачаючи в ній інші історичні традиції.
Михайло Коялович в 1863 відзначав у Західній Русі «панування  польського елемента», який не був тут «самобутнім плем'ям». Таким чином, під Західною Руссю розумівся терен, обмежений західним кордоном Київської Русі та східним кордоном  Речі Посполитої. Географічно Західна Русь включає в себе простір між Дніпром і Двіною, Німаном, Прип'яттю та Західним Бугом. Коялович відносив до Західної Русі також  Віленську та  Гродненську губернії.